# Rifugio Alpe di Lai
Il rifugio Alpe di Lai è un piccolo bivacco, situato nel comune di Bellinzona (frazione Preonzo), nel Canton Ticino, nella Valle di Moleno, nelle Alpi Lepontine, a 1.109 m s.l.m.

## Storia
Il rifugio Lai era una cascina dell'alpe di Lai. Nel maggio del 2003 fu riattato a piccolo rifugio alpino.

## Caratteristiche e informazioni
Il rifugio è un bilocale con un refettorio di 8 posti, e 4 posti in due letti a castello. È disponibile un piano di cottura a gas, con piatti e padelle. Il riscaldamento è a legna, l'acqua corrente è all'esterno del rifugio.

## Vie di accesso
- Moleno 270  Moleno è raggiungibile anche con i mezzi pubblici.
  - Tempo di percorrenza: 2,30 ore
  - Dislivello: 860 m
  - Difficoltà: T2
- Preonzo 250 m Preonzo è raggiungibile anche con i mezzi pubblici.
  - Tempo di percorrenza: 3 ore
  - Dislivello: 880 m
  - Difficoltà: T2

## Traversate ad altre capanne alpine
- Capanna Gariss 1 ora
- Capanna Alpe di Lèis 2,5 ore
- Capanna Albagno 3 ore
- Capanna Borgna 5 ore